# Карезанаблот
Карезанаблот (итал. Caresanablot) — коммуна в Италии, располагается в регионе Пьемонт, в провинции Верчелли.
Население составляет 1073 человека (2008 г.), плотность населения составляет 90 чел./км². Занимает площадь 11 км². Почтовый индекс — 13030. Телефонный код — 0161.
Покровительницей коммуны почитается святая Цецилия, празднование 21 ноября.

## Демография
Динамика населения:

## Администрация коммуны
- Официальный сайт: